# Édouard Bourdelle
Pour les articles homonymes, voir Bourdelle.
Édouard Sicaire Bourdelle (né le 21 septembre 1876 à Périgueux et mort le 16 juin 1960 à Paris) est un vétérinaire et zoologiste français.

## Parcours
Vétérinaire formé à l'École nationale vétérinaire de Toulouse.
À partir de 1912, il fut Professeur d'anatomie et de tératologie à l'École nationale vétérinaire d'Alfort.

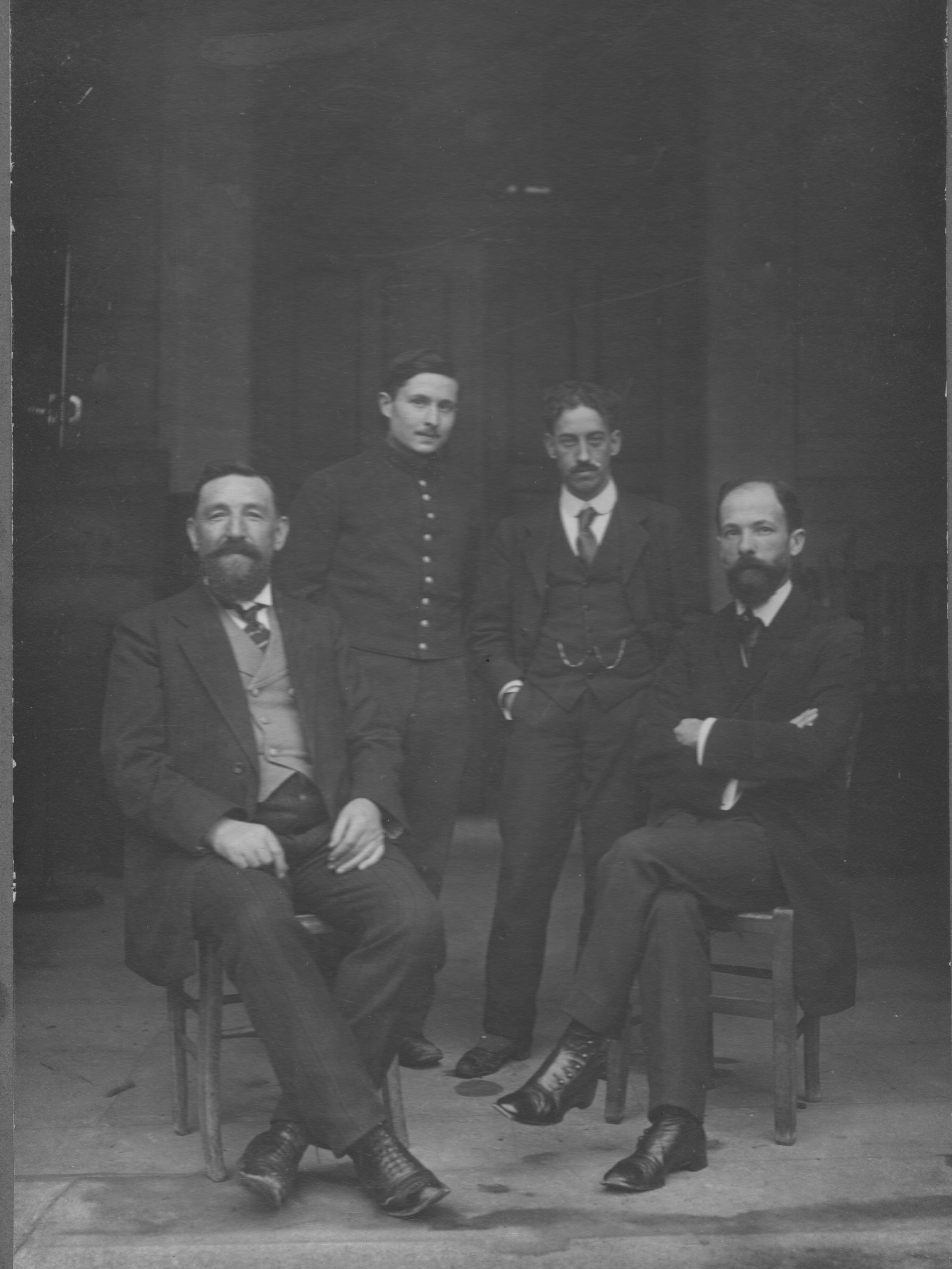
Édouard Bourdelle (assis à droite) et Eugène Petitcolin préparateur d'anatomie (assis à gauche), laboratoire d'Anatomie de l'École nationale vétérinaire d'Alfort

Au Muséum national d'histoire naturelle, il effectua sa carrière de 1926 à 1947 au sein de la chaire de Zoologie (Mammifères et Oiseaux). Il prit, en 1926, la succession d'Édouard Louis Trouessart à la tête de cette chaire. À ce titre de Professeur, il dirigea, de 1926 à 1936, la ménagerie du Jardin des plantes à Paris rattachée à sa chaire.
Il fut à l'origine de la création du parc zoologique du bois de Vincennes inauguré en 1934 à Paris.

## Travaux
Il s'est intéressé aux problèmes de domestication des animaux et aux rapports entre l'Homme préhistorique et les mammifères quaternaires.
L'étude des animaux domestiques amena peu à peu le Professeur Bourdelle à s'intéresser aux formes sauvages.
Il est le fondateur en 1936 de la revue Mammalia.